# Донли (окръг, Тексас)
Окръг Донли (на английски: Donley County) е окръг в щата Тексас, Съединени американски щати. Площта му е 2416 km², а населението - 3828 души (2000). Административен център е град Кларъндън.